# Verwaltungsgemeinschaft Buttstädt
De Verwaltungsgemeinschaft Buttstädt  in het Thüringische landkreis Sömmerda was een gemeentelijk samenwerkingsverband waarbij tien gemeenten waren aangesloten. Het bestuurscentrum bevond zich in de stad Buttstädt. Op 1 januari 2019 fuseerden de gemeenten van het samenwerkingsverband tot de huidige gemeente Buttstädt.

## Deelnemende gemeenten
1. Buttstädt
2. Ellersleben
3. Eßleben-Teutleben
4. Großbrembach
5. Guthmannshausen
6. Hardisleben
7. Kleinbrembach
8. Mannstedt
9. Olbersleben
10. Rudersdorf